# Dactylispa bulbifera
Dactylispa bulbifera es una especie de insecto coleóptero de la familia Chrysomelidae.
Fue descrita científicamente en 1993 por L. Medvedev.